# Snuff (novela de Palahniuk)
Snuff es la novena novela publicada por Chuck Palahniuk. La trama gira en torno a Cassie Wright, una  actriz pornográfica  que tiene la intención de culminar su legendaria carrera al romper el récord mundial de parejas sexuales para una sola actriz, con seiscientos hombres en una sola película.  Snuff se desarrolla a través de las diferentes perspectivas del señor 600, el señor de 72, el señor 137, y la asistente personal de la señorita Wright, Sheila. Como es habitual en este autor, la novela se ha convertido en blanco de muchas críticas, principalmente por sus descripciones explícitas de conductas sexuales poco convencionales. En Estados Unidos el libro se publicó coincidiendo con el Día de la Madre de 2008 ya que la maternidad es uno de los conceptos en los que el libro está fundamentado.